# Шоломицький Антон Амфілохійович
Антон Амфілохійович Шоломицький (нар. 17 січня 1836, Шоломичі — пом. 5 квітня 1901, Бродча) — січневий повстанець.

## Біографія
Народився 17 січна 1836 р. в родині Амфілохія-Теофіла Івановича Шоломіцького та його дружини Євдокії Йосипівни з дому Малищицької. Мав чотирьох братів і сестер. Рід Шоломіцьких належав до давніх шляхетських родів Пінського повіту та послуговувався гербом Гіпоцентавр.
Під час повстання служив під керівництвом Ромуальда Траугутта. Був захоплений в полон біля Колодно, і надалі на 15 років був зісланий в Сибір.
Після повернення, станом на 1896 р., працював вчителем математики Грубешівської прогімназії в чині статського радника.

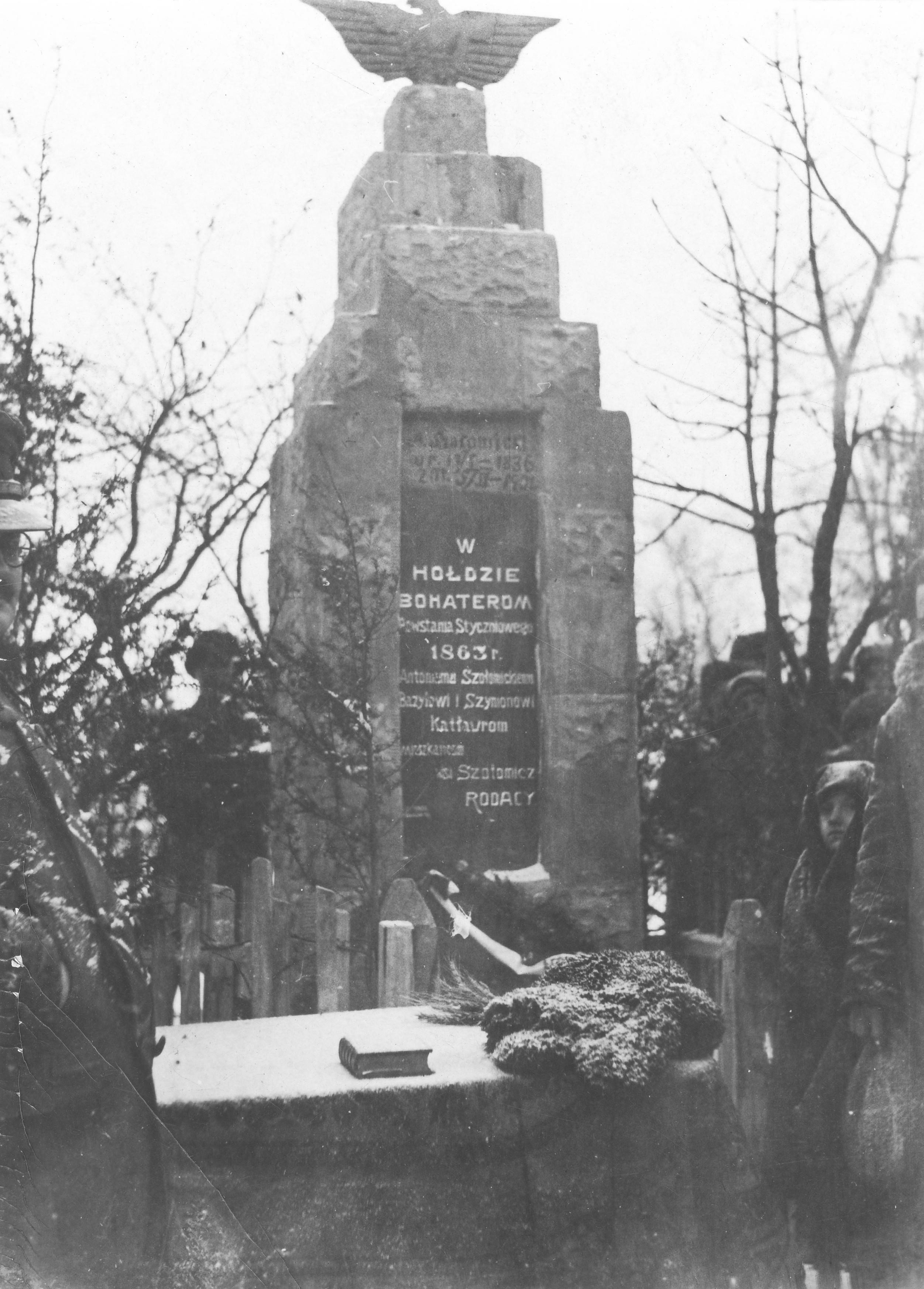
Відкриття оригінального пам'ятника в 1933 р.

Мешкав в Бродчі, де і був похований на православному цвинтарі.

## Меморіалізація
В 1933 р. польська влада встановила меморіальний пам'ятник трьом повстанцям — вихідцям з Шоломичів: Базилію й Шимону Каллаурам, і Антонію Шоломіцькому:
W HOŁDZIE BOHATEROM Powstania Styczniowego 1863 r. Antoniemu Szołomickiemu, Bazylowi i Szymonowi Kałłaurom mieszkańcom wsi Szołomicz RODACY
Cучасник подій і далекий родич Антона Амфілохійовича українсько-канадський письменник Федір Шоломицький в своїх спогадах стверджував що зведення подібних меморіалів було частиною полонізаційної політики, яку польська влада проводила на Волині, Галичині та Поліссі в шляхетських околицях:
... в кількох шляхетських селах побудовано пам’ятники в честь полеглих за "свободу" Польщі. Наприклад, у селі Шоломичі, 30 км на схід від Пінська, на велике диво селян виріс великий кам’яний пам’ятник з різьбленим білим орлом, під яким написано: "Kałłaurowi Stanisławowi, pułkownikowi powstańczych oddziałów polskich, poległemu na polu chwały w 1863 roku". Цей легендарний полковник, за твердженнями "відтворювачів" пам’ятника, мав бути родом з села Шоломич, що було правдивою незрозумілою загадкою для місцевих шляхтичів того ж самого прізвища. Ніхто в селі не чув навіть переказів про такого "славного" предка й були б даремні зусилля шукати там же старого документа, який би стверджував тотожність відтвореного "героя". Нічого й дивного, що жителі Шоломич були байдужі до пам’ятника "свого предка" й, ідучи повз нього вечорами, хрестилися, бо втерлося повір’я, що, мовляв, під пам’ятником щось лякає. Таким чином і такими засобами поляки змагали здобути собі на Поліссі "польську" базу, з якої пізніше робили б "рейд" на інші, тим разом "хлопські" села.
Після входження Західної Білорусі у склад СРСР в 1939 р. монумент був знищений радянською владою. 
В 2017 р. повстав комітет з відновлення монумента, а 29 серпня 2020 р. був відновлений та урочисто відкритий. Новий пам'ятник був виготовлений з чистого корейського граніту, навідміну від оригінального який був з цементних блоків. Також окрім польського надпису на новому пам'ятнику присутній і білоруський. Відновлення викликало негативний відгук у проросійських джерелах.